# Джон Талбот
Джон Талбот, 1-ви граф на Шрусбъри (John Talbot, 1st Earl of Shrewsbury) (1387 - 1453) е английски генерал от последните години на Стогодишната война. Решителен и умен командир, който винаги се стреми с бързина да изненада противника, той остава в историята най-вече с трагичната си смърт в последната битка от войната - битката при Кастийон.

## Ранни години
Годината на раждане на Джон Талбот не е съвсем сигурна. Той принадлежи към известно аристократично семейство от Шропшър. Впуска се във военната професия още съвсем млад - известно е, че от 1407 до 1409 г. воюва под командването на крал Хенри IV в Уелс. По-късно, вече при сина му Хенри V, е лорд-лейтенант на Ирландия. През 1417 г. отплава заедно с краля към Нормандия и взема активно участие в завоюването на тази област. Оттук нататък непрекъснато бива прехвърлян ту в Уелс, ту в Шотландия, ту край силните френски крепости Мелюн и Мо. Бавно се издига във военната йерархия и бива забелязан от Хенри и неговите съветници.
Талбот обаче има труден характер, който през годините много му пречи да се утвърди като уважаван командир. Избухлив и склонен към насилие, той е готов винаги да защити с оръжие честта си. Заради един скандал с граф Арундел през 1413 г. лежи в затвора. Щом съзрява и уляга, полага целенасочени усилия да овладее тези недостатъци. Само така пред него се отварят вратите към най-високите военни чинове.

## Връх на военната кариера
Неговият шанс идва през 1428 г., когато Томас Монтагю загива нелепо край Орлеан. По това време Хенри V отдавна вече е починал, а синът му Хенри VІ е още дете. Чичото на това дете – Джон, херцог на Бедфорд – е регент и със здрава ръка държи положението във Франция. На юг обаче Дофинът Шарл (бъдещият Шарл VII) оранизира съпротива на патриотичните сили. Ключов въпрос за спечелването на войната става обсадата на Орлеан – ако градът падне, ще се отвори възможност за английско настъпление в южните френски провинции.
Ето защо Бедфорд решава да се довери на Талбот и го изпраща при обсадата. За съжаление тази първа отговорност на генерала завършва катастрофално. През май 1429 г., вдъхновени от появата на Жана д'Арк, французите разкъсват обсадата и прогонват английските войски от района на Орлеан. Месец по-късно в битката при Патé Талбот се опитва да направи засада на противника, но малобройните му части са обградени и той попада в плен. Четири години остава в това състояние, докато за него не е платен голям откуп. Обаче след завръщането си той показва на какво е способен. С бързина и хитрост непрекъснато тормози французите, осуетява много техни операции и постепенно се превръща в страшилище в техните очи. През 30-те години се налага като безспорен лидер сред английските офицери, негова е заслугата за облъскването на първите френски опити за нахлуване в Нормандия. Стига се дотам, че името му става нарицателно за ужас в сърцата на французите – с него майките често плашат децата си, ако не се държат добре. Дори Уилям Шекспир го нарича „английският Ахил“. Той получава и много признания за службата си – през 1425 г. се включва в Ордена на жартиерата, става лорд Талбот, „маршал на Франция“ и дори „конетабъл на Франция“. Разбира се, става дума за окупираната от англичаните Франция. Най-после, през 1442 г. Хенри VІ му дава високата титла граф на Шрусбъри.

## Смърт
Все пак, като цяло съдбата се обръща в полза на Франция. С модерна армия и все по-мощна артилерия, тя организира неудържими настъпления към последните английски владения на своя земя. Сравнително лесно си връща Нормандия (1450 г.), а после и Аквитания. Падането на Бордо предизвиква истински шок в Англия и парламентът настоява за отговор. В същото време населението на Аквитания, което от векове е под английска власт, заявява, че ако пристигне армия от острова, ще се вдигне на бунт. Армия е съставена, но само от 3000 души, поради което изисква опитен командир. Това е причината начело да бъде поставен Джон Талбот, въпреки преклонната си възраст - той е почти на 70 години. През октомври 1452 г. генералът дебаркира успешно край Медок, завзема Бордо и Байон и трескаво разширява английската власт по долините на Гарона и Дордон. През следващата пролет три френски армии, всяка по-голяма от английската, се насочват към Бордо. Талбот решава да ги разбие една по една. Тогава гражданите на Кастийон го молят за помощ срещу обсадилите ги французи. На 17 юли 1453 г. англичаните откриват френските сили и веднага ги атакуват. Те изобщо не си дават сметка, че начело на французите е Жан Бюро и че разполага с мощна артилерия. Оръдията разбиват английски устрем, а когато объркването става пълно, атакува и бретанската конница. В суматохата Талбот е повален и един войник го убива с брадва. Така завършва не само животът на генерала, но и Стогодишната война.

## Семейство
Джон Талбот се жени два пъти:
- на 12 март 1407 г. за Мод Невил, от която има шест деца. Между тях е Джон Талбот, 2-ри граф на Шрусбъри, офицер като баща си.
- на 6 септември 1425 г. за Маргарет Бейчамп.[5] От този брак той има още пет деца, между които Джон Талбот, който загива заедно с него при Кастийон; и Елинор Талбот, която по-късно става метреса на крал Едуард ІV.

Известно е, че генералът има поне едно извънбрачно дете - Хенри.